# Новомиколаївська долина
Новомиколаївська долина — ландшафтний заказник місцевого значення. Об'єкт розташований на території Кропивницького району Кіровоградської області.
Площа — 47,5 га, статус отриманий у 2013 році.